# Ла Архентина (лек крайцер, 1937)
Ла Архентина (на испански: ARA La Argentina (C-3)) е аржентински лек крайцер, който е построен като кораб за обучение на кадети.

## История на създаването
Строителството на кораба е одобрено през 1934 г., след което е обявен конкурс за неговото построяване. През 1935 г. конкурсът е спечелен от британската фирма Vickers-Armstrongs, с оферта за кораба от 6 милиона аржентински песос.
Корабът е построен в Англия на стапела на фирмата във Бароу на Фърнис. Церемонията по залагането е на 11 януари 1936 г., а на 16 март 1937 г. кораба е спуснат на вода. Достроечния период се проточва до 31 януари 1939 г.

## Конструкция
Конструктивно представлява увеличена версия на британските леки крайцери от типа „Аретуза“, с място за живот и обучение на 60 кадета.

## История на службата
През февруари 1939 г. крайцерът напуска бреговете на Британия и на 2 март пристига в Ла Плата. На 12 април 1939 г. корабът е зачислен в списъците на аржентинския флот. Корабът успява да направи няколко учебни плавания преди да започне Втората световна война. Впоследствие той влиза в състава на ескадрата, осигуряваща неутралитета на Аржентина. След войната корабът има множество учебни походи. Отписан е от флота през 1972 г.

## Коментари
1. ↑  Всички данни са към 1939 г.